# غار شیر اسپاری
غار شیر اسپاری مربوط به دوران فرادیرینه‌سنگی است و در شهرستان ممسنی، بخش مرکزی، دهستان بکش ۱، ۱ کیلومتری غرب روستای شیر اسپاری واقع شده و این اثر در تاریخ ۳۰ بهمن ۱۳۸۶ با شمارهٔ ثبت ۲۰۸۵۳ به‌عنوان یکی از آثار ملی ایران به ثبت رسیده است.